# Anne Kremer
Anne Kremer (* 17. Oktober 1975 in Luxemburg) ist eine ehemalige luxemburgische Tennisspielerin.

## Karriere
1995 erreichte Kremer in Los Angeles zum ersten Mal das Hauptfeld eines WTA-Turniers. Im Jahr darauf qualifizierte sie sich für die Wimbledon Championships und konnte deshalb an den Olympischen Spielen in Atlanta teilnehmen, wo sie bei der Eröffnungszeremonie als Fahnenträgerin ihres Landes einmarschierte.
Ihren ersten Sieg über eine Top-Ten-Spielerin feierte sie 1997 in Stanford, wo sie in Runde eins Mary Pierce mit 3:6, 6:1, 6:4 besiegte. Nur ein Jahr später war sie in die Top 100 aufgestiegen.
Überraschend bezwang sie 1999 Arantxa Sánchez Vicario (in Indian Wells) und Monica Seles (Eastbourne), ehe sie in Wimbledon die dritte Runde erreichte. Kremer schloss die Saison mit einem Finaleinzug in Pattaya ab. Zwei Turniersiege konnte sie im Jahr 2000 feiern und einen Erfolg über Nathalie Tauziat verbuchen. Im Jahr 2001 erreichte sie das Finale von Budapest, 2002 das Halbfinale beim Tier-II-Event in Amelia Island.
Im Frühjahr 2002 gelangen ihr drei Siege (in Tokio, Indian Wells und Miami) über die damalige Top-Ten-Spielerin Jelena Dokić. Zu Beginn der Saison 2003 verletzte sich Kremer am linken Handgelenk, sie musste sich mehreren Operationen unterziehen und über ein Jahr pausieren. Im Ranking weit zurückgefallen kämpfte sie sich 2004 mit guten Ergebnissen zurück unter die Top 100. Im Sommer 2004 nahm sie in Athen an ihren dritten Olympischen Spielen teil.
Im Mai 2008 verletzte sie sich erneut am Handgelenk und konnte erneut sechs Monate lang kein Profimatch bestreiten.
2011 scheiterte sie mehrfach in Qualifikationsrunden. Ihr bestes Turnier bestritt sie in Kuala Lumpur, wo sie u. a. Kimiko Date-Krumm bezwingen und das Viertelfinale erreichen konnte. 2013 spielte sie überwiegend ITF-Turniere. Im Februar gehörte sie zum luxemburgischen Fed-Cup-Team, das in der Relegation gegen Ungarn und Kroatien verlor. Kremers Fed-Cup-Bilanz (seit 1991) insgesamt: 61 Siege, 57 Niederlagen.
Kremer, die seit September 2013 kein Profiturnier mehr gespielt hat, wird seit Ende 2013 nicht mehr in den Weltranglisten geführt. Dreimal wurde Anne Kremer zu Luxemburgs Sportlerin des Jahres gewählt (1993, 1998, 1999). Ihr jüngerer Bruder Gilles spielt ebenfalls professionell Tennis. Er war von 1999 bis 2007 Mitglied des luxemburgischen Davis-Cup-Teams und trainierte auch längere Zeit seine Schwester.
Stand Juli 2022 ist sie mit 74 Turnieren die Spielerin, die an den meisten Turnieren in der Geschichte des Fed Cup teilgenommen hat. Sie spielte dabei 74 Einzel, von denen sie 45 gewinnen konnte und 44 Doppel, von denen sie 16 gewann.

## Erfolge

### Einzel

#### Turniersiege
| Nr. | Datum             | Turnier  | Kategorie    | Finalgegnerin  | Ergebnis |
| --- | ----------------- | -------- | ------------ | -------------- | -------- |
| 1.  | 8. Januar 2000    | Auckland | WTA Tier IVb | Cara Black     | 6:4, 6:4 |
| 2.  | 19. November 2000 | Pattaya  | WTA Tier IVb | Tatjana Panowa | 6:1, 6:4 |

#### Finalteilnahmen
| Nr. | Datum             | Turnier  | Kategorie  | Finalgegnerin     | Ergebnis      |
| --- | ----------------- | -------- | ---------- | ----------------- | ------------- |
| 1.  | 21. November 1999 | Pattaya  | World Tour | Magdalena Maleewa | 6:4, 1:6, 2:6 |
| 2.  | 22. April 2001    | Budapest | WTA Tier V | Magdalena Maleewa | 6:3, 2:6, 4:6 |

## Abschneiden bei Grand-Slam-Turnieren

### Einzel
| Turnier         | 1996 | 1997 | 1998 | 1999 | 2000 | 2001 | 2002 | 2003 | 2004 | 2005 | 2006 | 2007 | 2008 | 2009 | 2010 | 2011 | Karriere |
| --------------- | ---- | ---- | ---- | ---- | ---- | ---- | ---- | ---- | ---- | ---- | ---- | ---- | ---- | ---- | ---- | ---- | -------- |
| Australian Open | —    | 1    | Q2   | 2    | 1    | 2    | 2    | 2    | —    | 1    | Q1   | 2    | 2    | —    | —    | 1    | 2        |
| French Open     | —    | —    | —    | 2    | 2    | 2    | 3    | —    | —    | 1    | Q2   | 1    | 1    | —    | —    | Q1   | 3        |
| Wimbledon       | 1    | 1    | —    | 3    | 1    | 1    | 2    | —    | 3    | 2    | —    | 1    | —    | —    | —    | Q1   | 3        |
| US Open         | —    | —    | 2    | 2    | 2    | 1    | 1    | —    | Q2   | 1    | Q2   | Q3   | —    | Q1   | Q2   | Q1   | 2        |

Zeichenerklärung: S = Turniersieg; F, HF, VF, AF = Einzug ins Finale / Halbfinale / Viertelfinale / Achtelfinale; 1, 2, 3 = Ausscheiden in der 1. / 2. / 3. Hauptrunde; Q1, Q2, Q3 = Ausscheiden in der 1. / 2. / 3. Runde der Qualifikation; n. a. = nicht ausgetragen

### Doppel
| Turnier         | 2005 | 2006 | 2007 | 2008 | Karriere |
| --------------- | ---- | ---- | ---- | ---- | -------- |
| Australian Open | 1    | —    | —    | 1    | 1        |
| French Open     | 1    | —    | —    | —    | 1        |
| Wimbledon       | 1    | —    | —    | —    | 1        |
| US Open         | —    | —    | —    | —    | —        |